# Rittergut Rodewitz
Das Rittergut Rodewitz befindet sich im Ortsteil Rodewitz der Gemeinde Hochkirch im Freistaat Sachsen. 
Das Rittergut hat sich aus einem mittelalterlichen Herrensitz entwickelt, der bereits im 13. Jahrhundert bestanden hat. 1232 werden die Brüder Gebhard und Ludger von Rodewitz genannt ("Gevehardus et Luderus frater eius de Rodeswiz"). Als Rittergut wird es erstmals 1639 bezeichnet, als Siegmund von Muschwitz sein Lehngut Rodewitz gegen das angrenzende Lehngut Wawitz tauschte. Später kam es zu einer Reihe von Besitzübergängen als Lehnobjekt an verschiedene Personen. Am 13. August 1649 wurde Rodewitz vom Kurfürst Johann Georg I. von Sachsen aus Mannlehen in Erbe umgewandelt. Das Rittergut diente 1758 Friedrich II. von Preußen während der Schlacht bei Hochkirch als Hauptquartier. Dies wurde viele Jahre durch einen inzwischen verschollenen Gedenkstein kenntlich gemacht. Gastgeber von Friedrich II. von Preußen war der damalige Gutsbesitzer Johann August von Warnsdorf, dessen Sohn Heinrich Ernst August von Warnsdorf wurde später als Generalmajor Kommandant der Festung Königstein. 
Das Rittergut wurde im Rahmen der Bodenreform in der Sowjetischen Besatzungszone ab 1945 enteignet und an Neubauern aufgeteilt. Später wurden die landwirtschaftlichen Gebäude durch eine LPG und das ehemalige Herrenhaus des Gutes für die Gemeindeverwaltung und einen Kindergarten genutzt. Heute befinden sich die noch vorhandenen Gebäude in Privatbesitz.